# 1992 en droit
Cet article présente les faits marquants de l'année 1992 en droit.

## Événements

### Janvier
- 3 janvier, France : loi sur l'eau. Elle complète la Loi du 16 décembre 1964 relative au régime et à la répartition des eaux et à la lutte contre leur pollution.

### Février
- 7 février, Union européenne : signature du traité de Maastricht, aussi appelé traité sur l'Union européenne, par l'ensemble des 12 États membres de la CEE. Il a été précédé d'un accord entre les différents États lors du Conseil européen de Maastricht en décembre 1991, et il est en vigueur depuis le 1er novembre 1993. Il subira plusieurs modifications par la suite (traité d'Amsterdam, de Nice...).

### Septembre
- 20 septembre, France : organisation du référendum sur le traité de Maastricht, préalable à son entrée en vigueur en France.

### Octobre
- Première réunion de l'Association internationale des femmes juges, organisée à San Diego en Californie, avec 82 juges originaires de 42 pays[1].

### Décembre
- 2 décembre, Allemagne :  révision constitutionnelle en Allemagne, préalable à l'adoption de la loi autorisant la ratification du traité de Maastricht le même jour[2],[3]. Bundestag[4] et Bundesrat[5]seront consultés avant les décisions du Conseil européen.
- 18 décembre, Allemagne : ratification du traité de Maastricht par le Bundesrat allemand : l'Allemagne termine sa procédure de ratification du traité.
- 31 décembre : disparition officielle de la Tchécoslovaquie.

## Décès
- 31 mai : Renato Treves, sociologue et philosophe italien, spécialisé dans la sociologie du droit (° 6 novembre 1907).
- 19 décembre : Herbert Hart philosophe du droit britannique, titulaire de la chaire de jurisprudence (théorie ou philosophie du droit) à l'Université d'Oxford (° 18 juillet 1907).